# Украина на чемпионате мира по хоккею с шайбой 2007
Сборная Украины на чемпионате мира по хоккею с шайбой 2007 года заняла последнее шестнадцатое место. Команда завоевала три очка, победив сборную Норвегии. На чемпионате сборная забросила 11 шайб, пропустив 32 шайбы. Сборная Украина участница самого результативного матча чемпионата, в котором было забито 12 шайб. Это матч Украина-Австрия. Кроме того, В матче Украина-Норвегия все пять шайб были заброшены в неравных численных составах. Всего матчи сборной Украины посетило порядка 37 тысяч зрителей, но более трети из этого числа посетили матч Россия-Украина.

## Состав
Главный тренер: Александр Сеуканд
| Вратари    |                        |                      |                  |
| Номер      | Имя                    | Клуб                 | Дата рождения    |
| 1          | Александр Фёдоров      | Химволокно (Могилёв) | 12 апреля 1978   |
| 22         | Вадим Селивёрстов      | Беркут (Киев)        | 18 февраля 1981  |
| 50         | Игорь Карпенко         | Динамо (Минск)       | 23 июля 1976     |
| Защитники  |                        |                      |                  |
| Номер      | Имя                    | Клуб                 | Дата рождения    |
| 2          | Юрий Гунько            | Сокол (Киев)         | 28 февраля 1972  |
| 3          | Сергей Климентьев      | ХК МВД (Тверь)       | 5 апреля 1975    |
| 4          | Денис Исаенко          | Гомель               | 17 марта 1980    |
| 5          | Олег Благой            | Сокол (Киев)         | 4 декабря 1979   |
| 6          | Андрей Срюбко          | Дмитров              | 21 октября 1975  |
| 9          | Александр Победоносцев | Химволокно, Могилёв  | 19 ноября 1981   |
| 12         | Вячеслав Тимченко      | Гомель               | 16 августа 1971  |
| 30         | Вячеслав Завальнюк     | Металлург            | 10 декабря 1974  |
| 32         | Юрий Наваренко         | Витебск              | 10 сентября 1979 |
| 44         | Виталий Люткевич       | Керамин, Минск       | 4 апреля 1980    |
| Нападающие |                        |                      |                  |
| Номер      | Имя                    | Клуб                 | Дата рождения    |
| 7          | Василий Бобровников    | Сокол, Киев          | 8 ноября 1971    |
| 8          | Александр Бобкин       | Сокол, Киев          | 2 августа 1982   |
| 11         | Сергей Харченко        | Hull Stingrays       | 17 апреля 1976   |
| 17         | Александр Матвийчук    | Сокол, Киев          | 13 мая 1975      |
| 18         | Виталий Семенченко     | Юность               | 6 июля 1974      |
| 21         | Виталий Доника         | Нефтяник             | 12 мая 1982      |
| 23         | Роман Сальников        | Керамин, Минск       | 18 февраля 1976  |
| 24         | Артём Гниденко         | Витебск              | 3 февраля 1980   |
| 28         | Александр Матерухин    | Химволокно, Могилёв  | 17 октября 1981  |
| 29         | Валентин Олецкий       | Гомель               | 2 июля 1971      |
| 55         | Дмитрий Цыруль         | Химик                | 2 января 1979    |
| 77         | Олег Шафаренко         | Динамо, Минск        | 31 октября 1981  |

## Матчи

### Предварительный раунд
| 27 апреля, 2007 | \| Украина \| 0:5 (0:1, 0:3, 0:1) \| Финляндия \| \| \| Голы \| Сараво П. (Пелтонен В., Койву М.) 12:07 Бергенхейм Ш. (Контиола П., Каллио Т.) 24:07 Нуммелин П. (Контиола П.) 27:18 (бол.) Пярссинен Т. (Мянтюля Т., Сараво П.) 33:08 Контиола П. (Бергенхейм Ш.) 51:28 (мен.) \| | Стадион: Арена на Ходынке, Москва Зрителей: 6500 Судьи: Милан Минарж (Чехия), Питер Феола (США), Роман Пузар (Чехия)                                                                                            |
| Украина         | 0:5 (0:1, 0:3, 0:1) | Финляндия |
|                 | Голы | Сараво П. (Пелтонен В., Койву М.) 12:07 Бергенхейм Ш. (Контиола П., Каллио Т.) 24:07 Нуммелин П. (Контиола П.) 27:18 (бол.) Пярссинен Т. (Мянтюля Т., Сараво П.) 33:08 Контиола П. (Бергенхейм Ш.) 51:28 (мен.) |

| 29 апреля, 2007 | \| Россия \| 8:1 (2:1, 3:0, 3:0) \| Украина \| \| Морозов (Зиновьев), 9:38 - бол Зиновьев (Морозов, Зарипов), 12:22 - бол Никулин (Зарипов, Зиновьев), 25:15 Прошкин (Морозов), 32:01 Морозов (Зиновьев), 39:19 - бол Радулов (Атюшов, Овечкин), 45:40 - бол Морозов (Зиновьев, Зарипов), 51:40 Фролов (Гончар, Марков), 56:37 \| Голы \| Климентьев (Цыруль, Матвийчук), 4:00 - бол \| | Стадион: Арена на Ходынке, Москва Зрителей: 14000 Судьи: Милан Минар (Чехия), Томас Гемейнхардт (Германия), Милан Масик (Словакия) |
| Россия | 8:1 (2:1, 3:0, 3:0) | Украина |
| Морозов (Зиновьев), 9:38 - бол Зиновьев (Морозов, Зарипов), 12:22 - бол Никулин (Зарипов, Зиновьев), 25:15 Прошкин (Морозов), 32:01 Морозов (Зиновьев), 39:19 - бол Радулов (Атюшов, Овечкин), 45:40 - бол Морозов (Зиновьев, Зарипов), 51:40 Фролов (Гончар, Марков), 56:37 | Голы | Климентьев (Цыруль, Матвийчук), 4:00 - бол                                                                                         |

| 1 мая, 2007 | \| Дания \| 4:3 (3:2, 1:0, 0:1) \| Украина \| \| К.Старков (Ф.Нильсен, П.Регин) 1:26 Р.Пандер (П.Регин) 10:31 К.Стаал (Р.Пандер, П.Регин) 13:13 К.Стаал (Э.Дамгорд, М.Грин) 30:36 \| Голы \| А.Матерухин (О.Шафаренко) 7:36 А.Матвийчук (В.Бобровников) 13:39 Р.Сальников (В.Олецкий, В.Завальнюк) 52:23 \| | Стадион: Арена на Ходынке, Москва Зрителей: 6720 Судьи: Брент Рейбер (Канада), Тобиас Верли (Швейцария), Лука Зата (Италия) |
| В перерыве между вторым и третьем периодами место Вадима Селиверстов на воротах сборной Украины занял Александр Федоров.         | | |
| Дания | 4:3 (3:2, 1:0, 0:1) | Украина |
| К.Старков (Ф.Нильсен, П.Регин) 1:26 Р.Пандер (П.Регин) 10:31 К.Стаал (Р.Пандер, П.Регин) 13:13 К.Стаал (Э.Дамгорд, М.Грин) 30:36 | Голы | А.Матерухин (О.Шафаренко) 7:36 А.Матвийчук (В.Бобровников) 13:39 Р.Сальников (В.Олецкий, В.Завальнюк) 52:23                 |

### Утешительный раунд
| 3 мая 2007 | \| Латвия \| 5:0 (2:0, 2:0, 1:0) \| Украина \| \| М.Ципулис (К.Даугавиньш, Э.Масальскис) 8:58 А.Савиелс (Г.Галвиньш, Х.Васильев) 17:32 О.Сорокин (Р.Лавиньш, М.Редлихс) 21:15 О.Сорокин (Л.Дарзиньш, Р.Лавиньш) 34:44 (бол.) М.Редлихс (О.Сорокин) 47:00 \| Голы \| \| | Стадион: Арена Мытищи, Мытищи Зрителей: 2100 Судьи: Брент Рейбер (Канада), Иван Дедюля (Белоруссия), Сильван Лосье (Канада) |
| Латвия | 5:0 (2:0, 2:0, 1:0) | Украина |
| М.Ципулис (К.Даугавиньш, Э.Масальскис) 8:58 А.Савиелс (Г.Галвиньш, Х.Васильев) 17:32 О.Сорокин (Р.Лавиньш, М.Редлихс) 21:15 О.Сорокин (Л.Дарзиньш, Р.Лавиньш) 34:44 (бол.) М.Редлихс (О.Сорокин) 47:00 | Голы | |

| 6 мая 2007 | \| Украина \| 3:2 (1:0, 1:2, 1:0) \| Норвегия \| \| Д.Цыруль (Д.Исаенко, В.Люткевич) 14:01 (бол.) О.Благой (С.Климентьев, Ю.Наваренко) 32:34 (бол.) Ю.Наваренко (Р.Сальников, В.Люткевич) 48:51 (бол.) \| Голы \| П.Торесен (М.Аск, М.Тригг) 28:10 (бол.) М.Тригг (М.Аск, Л.-Э.Лунд) 38:17 (бол.) \| | Стадион: Арена на Ходынке, Москва Зрителей: 1700 Судьи: Данни Курман (Швейцария), Константин Горденко (Россия), Тобиас Верли (Швейцария) |
| Украина | 3:2 (1:0, 1:2, 1:0) | Норвегия |
| Д.Цыруль (Д.Исаенко, В.Люткевич) 14:01 (бол.) О.Благой (С.Климентьев, Ю.Наваренко) 32:34 (бол.) Ю.Наваренко (Р.Сальников, В.Люткевич) 48:51 (бол.) | Голы | П.Торесен (М.Аск, М.Тригг) 28:10 (бол.) М.Тригг (М.Аск, Л.-Э.Лунд) 38:17 (бол.)                                                          |

| 7 мая 2007 | \| Австрия \| 8:4 (3:1, 3:2, 2:1) \| Украина \| \| Т.Кох (О.Зетцингер, М.Стюарт) 6:16 (бол.) Д.Кальт (О.Зетцингер, Т.Кох) 12:58 (2хбол.) Ф.Лукас (Г.Унтерлюггауэр, Р.Лукас) 14:24 (2хбол.) Т.Кох (Д.Вельзер) 24:16 Ф.Лукас 24:48 А.Лакос 27:58 М.Пайнтнер 42:59 М.Пайнтнер (Т.Пфеффер) 46:55 \| Голы \| В.Люткевич (В.Олецкий, О.Шафаренко) 18:46 (бол.) А.Бобкин (В.Завальнюк, А.Матвийчук) 23:31 (бол.) Д.Цыруль (А.Бобкин, В.Завальнюк) 37:26 Р.Сальников (Д.Цыруль, Ю.Наваренко) 54:18 \| | Стадион: Арена на Ходынке, Москва Зрителей: 6020 Судьи: Маркус Виннерборг (Швеция), Ронни Якобсен (Дания), Лука Затта (Италия)                                                     |
| Австрия | 8:4 (3:1, 3:2, 2:1) | Украина |
| Т.Кох (О.Зетцингер, М.Стюарт) 6:16 (бол.) Д.Кальт (О.Зетцингер, Т.Кох) 12:58 (2хбол.) Ф.Лукас (Г.Унтерлюггауэр, Р.Лукас) 14:24 (2хбол.) Т.Кох (Д.Вельзер) 24:16 Ф.Лукас 24:48 А.Лакос 27:58 М.Пайнтнер 42:59 М.Пайнтнер (Т.Пфеффер) 46:55 | Голы | В.Люткевич (В.Олецкий, О.Шафаренко) 18:46 (бол.) А.Бобкин (В.Завальнюк, А.Матвийчук) 23:31 (бол.) Д.Цыруль (А.Бобкин, В.Завальнюк) 37:26 Р.Сальников (Д.Цыруль, Ю.Наваренко) 54:18 |

## Статистика
- Лучшим бомбардиром команды является Дмитрий Цыруль и Роман Сальников, которые забили по 2 шайбы. Ещё семь хоккеистов команды забросили по одной шайбе.
- Лучшим ассистентом команды также является Дмитрий Цыруль, который сдела три результативные передачи. Ещё шесть хоккеистов отметились двумя результативными передачами.
- Лучшим игроком по системе «гол+пас» стал Дмитрий Цыруль, который набрал 5 очков.
- Лучшим показателем позлености +/- является нулевой результат. Таким показателем обладают лишь два игрока сборной: Юрий Гунько и Юрий Наваренко.
- Больше всех минут штрафа набрал Сергей Климентьев, который провёл на скамейке штрафников 46 минут. На втором месте Вячеслав Завальнюк, который был наказан 35 минутами штрафа.
- Самым надёжным вратарём сборной стал Игорь Карпенко, который за 60 минут из 39 бросков по воротам отразил 34 (87.18%). На втором месте Вадим Селиверстов, который защищал ворота в течение 215:01 и отразил 90 бросков из 104 (86.54%). Третий вратарь сборной Александр Федоров отразил 43 из 53 нанесённых, что составляет 76.79%, проведя на площадке 84:59.